# Marian Frydrych
Marian Ludwik Frydrych, ps. „Ludwik Wielgat” (ur. 14 sierpnia 1897 w Piotrkowie, zm. 18 września 1939 w Dąbrowie Starej) – podpułkownik piechoty Wojska Polskiego, działacz niepodległościowy, dowódca 60 pułku piechoty wielkopolskiej podczas kampanii wrześniowej, komendant główny Związku Strzeleckiego w latach 1934–1938.

## Życiorys
Syn Jana i Marii z domu Wielgat. Był uczniem szkoły handlowej w Sosnowcu. Od 1912 roku w Zagłębiu Dąbrowskim współorganizował tajny skauting, ponadto został też członkiem Polskich Drużyn Strzeleckich przybierając pseudonim „Ludwik Wielgat”.
Latem 1914 roku w kursie instruktorskim PDS w Nowym Sączu. W momencie ogłoszenia mobilizacji wraz z innymi uczestnikami tego kursu przybył na Olenadry, gdzie 3 sierpnia 1914 roku wraz z grupą „drużyniaków” wszedł w skład 1 Kompanii Kadrowej. Następnie Marian Frydrych walczył Legionach Polskich. W maju 1915 roku został ranny pod Kozinkiem. W październiku tego samego roku został ponownie ranny pod Sobieszczanami.
Po wycofaniu Legionów z frontu został skierowany do szkoły oficerskiej w Zambrowie, a po jej ukończeniu oddelegowany do legionowego obozu ćwiczeń w Zegrzu na stanowisko instruktora. Po kryzysie przysięgowym został internowany w obozie w Szczypiornie, a następnie w obozie w Łomży. W styczniu 1918 roku zbiegł z obozu, a następnie włączył się w działalność Polskiej Organizacji Wojskowej.
Po odzyskaniu przez Polskę niepodległości współorganizował I oraz II batalion Okręgowego pułku piechoty w Łomży, przemianowanego następnie na 33 pułk piechoty. Od sierpnia 1919 roku jako dowódca 11 kompanii 33 pp został skierowany na front litewsko-białoruski. Podczas wojny polsko-bolszewickiej kilkakrotnie wyróżnił się w boju. W czerwcu 1920 został pełniącym obowiązki dowódcy I batalionu 33 pp. 1 sierpnia 1920 roku pod Zochami podczas walk odwrotowych został ranny. Po leczeniu szpitalnym uczestniczył w polskiej ofensywie w Galicji Wschodniej. Po wojnie dalej służył w 33 pp.
26 kwietnia 1928 roku został przesunięty w 30 pułku piechoty w Warszawie ze stanowiska dowódcy I batalionu na stanowisko kwatermistrza. 23 sierpnia 1929 roku został przeniesiony na dowódcę batalionu w Szkole Podchorążych dla Podoficerów w Bydgoszczy. 21 stycznia 1930 roku został mianowany zastępcą dowódcy 18 pułku piechoty w Skierniewicach.
23 marca 1932 został wyznaczony na stanowisko kierownika Okręgowego Urzędu Wychowania Fizycznego i Przysposobienia Wojskowego w Dowództwie Okręgu Korpusu Nr III w Grodnie. 26 stycznia 1934 roku został mianowany kierownikiem wydziału w Państwowym Urzędzie Wychowania Fizycznego i Przysposobienia Wojskowego w Warszawie. 25 kwietnia tego samego roku został wyznaczony na stanowisko komendanta głównego Związku Strzeleckiego. Funkcję tę pełnił do 7 lipca 1938 roku.
1 września 1938 roku został mianowany dowódcą 60 pułku piechoty w Ostrowie Wielkopolskim. Na czele tego pułku walczył kampanii wrześniowej. Po bitwie pod Bzurą wraz z resztkami pułku przedzierał się do Warszawy. Poległ 18 września 1939 roku w Dąbrowie Starej, w Puszczy Kampinoskiej.
Po wojnie został ekshumowany i jego szczątki zostały złożone na Cmentarzu Wojskowym na Powązkach (kwatera B10-2-33).

## Awanse
- kapral – 1915
- plutonowy – 6 października 1916
- podporucznik – 3 kwietnia 1919
- porucznik – 19 stycznia 1921
- kapitan – 1922 (ze starszeństwem z dniem 1 kwietnia 1919 roku)
- major – ze starszeństwem z dniem 1 lipca 1925
- podpułkownik – 1 stycznia 1930

## Ordery i odznaczenia
- Krzyż Złoty Orderu Virtuti Militari nr 115[8]
- Krzyż Srebrny Orderu Wojskowego Virtuti Militari nr 2191 – 26 marca 1921[9]
- Krzyż Niepodległości – 9 listopada 1931 „za pracę w dziele odzyskania niepodległości”[10]
- Krzyż Kawalerski Orderu Odrodzenia Polski – 11 listopada 1936 „za zasługi w służbie wojskowej”[11][12]
- Krzyż Walecznych czterokrotnie (po raz 1, 2 i 3 w 1921)[13][14]
- Złoty Krzyż Zasługi – 10 listopada 1928[15]
- Medal Pamiątkowy za Wojnę 1918–1921
- Medal Dziesięciolecia Odzyskanej Niepodległości
- Odznaka za Rany i Kontuzje z trzema gwiazdkami
- Odznaka „Za wierną służbę”
- Odznaka Pamiątkowa „Pierwszej Kadrowej”[16]
- Krzyż Komandorski Orderu Białej Róży Finlandii (Finlandia, 1937)[17]
- Order Krzyża Orła II klasy (Estonia, 1936)[18][19]
- Order Krzyża Orła III klasy (Estonia, przed 1935)[20]
- Krzyż Zasługi Obrońców (Łotwa, przed 1935)[20]